# 嘉央诺布
嘉央诺布（藏語：འཇམ་དབྱངས་ནོར་བུ་，威利转写：'jam-dbyangs nor-bu，1949年—）藏族，西藏流亡作家、社会活动家，主要用藏文和英文写作。

## 生平
嘉央诺布一岁半时随母离开西藏流亡印度，早年进入印度大吉岭的圣若瑟学校学习。但十几岁便退学，离家加入在尼泊尔木斯塘活动的四水六岗卫教志愿军。他开创了西藏流亡政府的税收系统，或称《绿皮书》持有制度，该系统支持了流亡政府自1972年起的财政收入。后来，他在印度达兰萨拉创办并领导了西藏高等研究中心阿尼玛卿研究所。他在印度居住超过40年，后来迁居美国。
嘉央诺布是一位支持藏独的人士。他追求西藏的完全独立，并且质疑达赖喇嘛提出并由西藏流亡政府推行的“中间道路”。他还质疑宗教在流亡政府中的主导作用，认为这使西方支持者只能看到藏人的一个侧面。他说，“将西藏新时代的愿景说成……唯物主义的西方将被藏传佛教的精神拯救”纯属“胡说八道
”。他还说美国电影《西藏七年》中西藏喇嘛从建设工地拯救蚯蚓的镜头让藏族观众觉得荒唐可笑。2005年，他在一篇刊登在《新人文主义者》的文章中回忆了1983年在达兰萨拉爆发狂犬病疫情的情形，当时他建议一位藏族妇女接种狂犬病疫苗而不是去找萨满巫师，但由此他在藏人群体中被视为“不信教者”。他说，“坦率地说，仍然受制于无知和迷信的人并没有与日俱减，在外国的支持和鼓励下，他们似乎正在获得新的生命。”
嘉央诺布用英文和藏文出版了多部著作和论文。1989年他出版了政论集《Illusion and Reality》（幻想与现实）。2000年，他以《福尔摩斯的曼荼罗》（夏洛克·福尔摩斯的曼荼罗）一书获得印度的哈茨纵横字谜图书奖。该书2001年在美国出版。
定居美国后，嘉央诺布曾在美国自由亚洲电台藏语部担任记者，后遭自由亚洲电台辞退。此后，与流亡政府存在矛盾的自由亚洲电台藏语部主任阿沛·晋美也在2012年11月初被辞退。嘉央诺布对阿沛·晋美表示支持，并抨击流亡政府。

## 著作
- Echoes from Forgotten Mountains: Tibet in War and Peace, Penguin Viking, 2023, ISBN 0670094668、978-0670094660

- Buying the Dragon's Teeth（页面存档备份，存于）, High Asia Press, 2004, ISBN 0-9755371-0-5
- Warriors of Tibet: The Story of Aten and the Khampas' Fight for the Freedom of Their Country (originally titled Horseman in the Snow), Wisdom, 1987, Wisdom Pub., ISBN 0-86171-050-9.
- The Mandala of Sherlock Holmes, Bloomsbury USA, 2003, ISBN 1-58234-328-4.
- Illusion and reality, Tibetan Youth Congress, 1989.